# Göröcsfalva
Göröcsfalva (románul Gârciu, 2011-ig Satu Nou) falu Romániában Hargita megyében. Közigazgatásilag Csíkrákoshoz tartozik.

## Fekvése
Csíkszeredától 12 km-re északra a Kis-Szépvíz-pataka mellett fekszik.

## Látnivalók
- A Csíkrákossal és Vacsárcsival összenőtt falu területén áll az egykori Kisasszony egyházközség Rákos, Göröcsfalva, Vacsárcsi és Madéfalva közös temploma. A templomot 1433-ban említik először, de valószínűleg korábbi eredetű mert déli bejárójának kőkerete román kori. Egykor híres Mária-kegyhely volt, de a kegyszobrot 1602-ben Székely Mózes katonái elégették. Különösen vaskos harangtornyát 13. századinak tartják, falain pogány és keresztény jelképek keverednek. 1507-ben a templomot gótikus szentéllyel látták el, 1758-ban barokk kereszthajóval bővítették. Freskói az 1938-as javítás idején kerültek elő. A templomkertben áll Zöld Péternek, a székely ellenállás 18. századi alakjának síremléke.